# Victor Mees
Victor Mees (Antwerpen, 26 januari 1927 – Deurne, 11 november 2012) was een Belgisch voetballer die zijn hele carrière speelde bij Royal Antwerp FC. In 1956 behaalde Mees de Gouden Schoen. Zijn bijnamen luidden "Vic" en "Mister Antwerp".

## Carrière
Mees leerde, zoals zovelen, voetballen op de speelplaats. Hij liep school op het Sint-Edwarduscollege in Merksem. Royal Antwerp FC zag wel brood in de jonge voetballer en in ruil voor een paar voetbalschoenen werd hij ingelijfd bij de "Great Old". Op 26 december 1944 maakte de 17-jarige Mees zijn debuut in het eerste elftal. Hij zou het rood-witte shirt in totaal 649 maal aantrekken.

## Rode Duivel
Op 2 januari 1949 behaalde Mees zijn eerste cap voor de Belgische nationale ploeg, tegen Spanje. De wedstrijd eindigde op een 1-1-gelijkspel. Het was niet zijn laatste optreden. Op 2 oktober 1960 speelde hij zijn laatste wedstrijd bij de nationale ploeg, tegen Nederland. Mees behaalde die dag zijn 68ste cap. Hij scoorde driemaal als Rode Duivel. Hij was ook lange tijd aanvoerder van het nationale elftal.

## Anekdotes
- Mees ontmoette na de oorlog een Engelse, genaamd Ida France. Het koppel was zinnens om de eindejaarsfeesten door te brengen in Kingston upon Hull, bij familie van Ida. De bedoeling was om daar eveneens met de voorbereidingen voor het huwelijk te beginnen. Bondscoach Bill Gormlie gooide echter roet in het eten: hij riep de Antwerpenaar voor het eerst op voor de nationale ploeg, voor de partij tegen Spanje. Mees moest zich stante pede melden op de Heizel voor de trainingen.
- In zijn derde interland (op 24 april 1949) ontving Mees een compliment van John Carrey van Manchester United. De Belgische ploeg gaf die dag Ierland partij in Dublin (0-2-winst) en Carrey bestempelde Mees als de beste speler die hij ooit op een voetbalveld had ontmoet.

## Palmares

### Speler
Antwerp FC
- Belgisch Kampioen: 1956-57
- Beker van België: 1954-55

### Individueel
- Gouden Schoen: 1956[3]
- Antwerp FC Speler van de Eeuw (2002)[4]
- Voormalig recordinternational: 1958-1973 (68 caps)[5]

1954: Rik Coppens · 1955: Fons Van Brandt · 1956: Vic Mees · 1957: Jef Jurion · 1958: Roland Storme · 1959: Lucien Olieslagers · 1960–61: Paul Van Himst · 1962: Jef Jurion · 1963: Jean Nicolay · 1964: Wilfried Puis · 1965: Paul Van Himst · 1966: Wilfried Van Moer · 1967: Fernand Boone · 1968: Odilon Polleunis · 1969: Wilfried Van Moer · 1970: Wilfried Van Moer · 1971: Erwin Vandendaele · 1972: Christian Piot · 1973: Maurice Martens · 1974: Paul Van Himst · 1975: Johan Boskamp · 1976: Rob Rensenbrink · 1977: Julien Cools · 1978: Jean-Marie Pfaff · 1979: Jean Janssens · 1980: Jan Ceulemans · 1981: Erwin Vandenbergh · 1982: Eric Gerets · 1983: Frank Vercauteren · 1984: Enzo Scifo · 1985–86: Jan Ceulemans · 1987: Michel Preud'homme · 1988: Lei Clijsters · 1989: Michel Preud'homme · 1990: Franky Van der Elst · 1991: Marc Degryse · 1992: Philippe Albert · 1993: Pär Zetterberg · 1994: Gilles De Bilde · 1995: Paul Okon · 1996: Franky Van der Elst · 1997: Pär Zetterberg · 1998: Branko Strupar · 1999: Lorenzo Staelens · 2000: Jan Koller · 2001: Wesley Sonck · 2002: Timmy Simons · 2003: Aruna Dindane · 2004: Vincent Kompany · 2005: Sérgio Conceição · 2006: Mbark Boussoufa · 2007: Steven Defour · 2008: Axel Witsel · 2009: Milan Jovanović · 2010: Mbark Boussoufa · 2011: Matías Suárez · 2012: Dieumerci Mbokani · 2013: Thorgan Hazard · 2014: Dennis Praet · 2015: Sven Kums · 2016: José Izquierdo · 2017: Ruud Vormer · 2018–19: Hans Vanaken · 2020: Lior Refaelov · 2021: Paul Onuachu · 2022: Simon Mignolet · 2023: Toby Alderweireld · 2024: Hans Vanaken